# لا تصنع لك تمثالا منحوتا ولا صورة
«لَا تَصْنَعْ لَكَ تِمْثَالًا مَنْحُوتًا وَلَا صُورَةً» (بالعبرية: לֹא-תַעֲשֶׂה לְךָ פֶסֶל, וְכָל-תְּמוּנָה) هي الوصية الثانية من الوصايا العشر في الكتاب المقدس العبري، والتي كُتبت على ألواح موسى. وهي تقول: «لَا تَصْنَعْ لَكَ تِمْثَالًا مَنْحُوتًا، وَلَا صُورَةً مَا مِمَّا فِي السَّمَاءِ مِنْ فَوْقُ، وَمَا فِي الأَرْضِ مِنْ تَحْتُ، وَمَا فِي الْمَاءِ مِنْ تَحْتِ الأَرْضِ. لَا تَسْجُدْ لَهُنَّ وَلَا تَعْبُدْهُنَّ».
على الرغم من عدم وجود فقرة واحدة في الكتاب المقدس تحتوي على تعريف كامل للأوثان، إلا إنه يُحرم بشكل واضح عبادة الأصنام والصور، وعبادة الآلهة والمخلوقات كالأشجار والصخور والحيوانات والأجرام الفلكية أو إنسان آخر. وكثيراً ما حذر العهد القديم بني إسرائيل من التأثر بديانات القبائل الكنعانية المجاورة، وفقَا لسفر التثنية، حُذِّر بنو إسرائيل بشدة من تبني أو قبول أي من الممارسات الدينية للشعوب من حولهم.
ومع ذلك فإن قصة بني إسرائيل حتى الأسر البابلي تتضمن انتهاك هذه الوصية مرارًا وتكرارًا، وكذلك انتهاك الوصية السابقة لها: «لا يكن لك آلهة أخرى أمامي». والكثير من الوعظ الكتابي منذ زمن موسى إلى الأسر يرتكز على الاختيار بين العبادة الحصرية لله وحده وبين عبادة الأصنام والشرك. وفقا للمزامير فإن النبي إشعياء حذَّر الذين يعبدون الأصنام الجامدة بأنهم سيكونون مثلهم عديمو الشعور غير قادرين على سماع الحقيقة التي سيبلغهم الله بها. ويقول بولس الطرسوسي في رسالته إلى أهل روما أن عبادة المخلوقات بدلاً من الخالق هي سبب انهيار الأخلاق الجنسية والاجتماعية بين الرومان.
ويذكر العهد القديم أن الملك يوشيا ملك يهوذا قيام بعدة إصلاحات في مملكته بخصوص العبادة بعد اكتشافه نصوص من الكتاب العبري في هيكل سليمان، حيث ظهرت هذه النصوص تهدد بسقوط مملكة يهوذا ما لم يرجع شعب يهوذا لعبادة الله الواحد وتركه لعبادة الأصنام، وبعد هذا الاكتشاف قام يوشيا بتحطيم جميع الأوثان في المملكة ما عدا تابوت العهد لكي يجعل شعب يهوذا يعبد الله الواحد.
كذلك تحذر الوصية من اتخاذ الصور لتصوير الرب، وأنه لا يمكن تصويره، أو أن يكون له شبه، فعبادة الله لا تحتاج لوجود صنم منحوتًا أو صورة للنظر إليها. وفي سفر أعمال الرسل يخبر بولس الأثينيين بأنه على الرغم من أن مدينتهم مليئة بالأصنام، إلا أن الله الحقيقي ليس أيًا منهم ويطلب منهم الابتعاد عن الأصنام.